# Selenia s-signata
Selenia s-signata là một loài bướm đêm trong họ Geometridae.